# Port Lincoln
Port Lincoln é uma cidade localizada no estado australiano da Austrália Meridional. De acordo com o censo australiano de 2016, a população era de 14.064 habitantes.